# الجامع القديم (أدرنة)
الجامع القديم (بالتركية: Eski Camii)  هو مسجد عثماني من أوائل القرن الخامس عشر يوجد في مدينة أدرنة (أدريانوبل سابقًا)، تركيا، وكانت إدرنة هي عاصمة الدولة العثمانية قبل فتح القسطنطينية.
بناه الأمير سليمان جلبي في عام 1403م خلال عهد الفترة الذي تفككت فيه الإمارة العثمانية، وتم الانتهاء منه عام 1414م تحت حكم أخيه السلطان محمد الأول الذي أعاد توحيد الدولة العثمانية.
المسجد هو أول عمارة عثمانية بمدينة إدرنة.

## حجر الكعبة
يعتبر حجر الكعبة، الذي يقال أنه تم إحضاره من الكعبة المشرفة بمكة ووضعه إلى يمين المنبر، نقطة زيارة خاصة لهذا الجامع.

## العمارة
وفقًا للنقوش الكتابية الموجودة على الباب الجانبي للمسجد، فإن المهندس المعماري العثماني «حاجي (الحاج) علاء الدين» من قونية ورئيس العمال «عمر بن إبراهيم»، قاما بإنشاء هذا المسجد.
يتميز الجامع بأن له 9 قباب متساوية الحجم.
يوجد به مقصورة السلطان، ومقصورة المؤذنين ومنبر ومحراب من الرخام.

## التاريخ
تم بنائه بأمر من الأمير سليمان جلبي في عام 1403م، وبعده داوم فيه أخوه موسى جلبى، وبعد ذلك، أكمل بناءه أخيه السلطان محمد الأول.
يقع المسجد في المركز التاريخي للمدينة بالقرب من السوق وبالقرب من المساجد التاريخية البارزة الأخرى: جامع السليمية وجامع الشرفات الثلاث.
يغطي المسجد 9 قبب مدعومة بأربعة أعمدة.
يوجد بوسط قبة المدخل روشن (فتحة وسط القبة) لإدخال النور.
كان للمسجد في الأصل مئذنة واحدة وقد تم بناء المئذنة الأطول من قبل السلطان مراد الثاني.

## الزخرفة الخطية
يمكن رؤية أعمال الخط العربي الكبيرة داخل المسجد على حوائط وأعمدة المسجد الداخلية.
هناك العديد من الكتابات التي كُتبت في القرنين الثامن عشر والعشرين على جدران وأرصفة المسجد باللون الأبيض. تمت إضافة بعض هذه الزخارف في عهد السلطان محمود الأول والبعض الآخر خلال فترة الترميم في عام 1863م.
في فترات لاحقة، أضاف خطاطون مشهورون في ذلك الوقت كتاباتهم بالمسجد أو استبدلوها.
الطغراء المذهبة على يمين المنبر هي توقيع السلطان عبد الحميد الثاني.

## الأضرار
تضرر المسجد بسبب حريق نشب في عام 1749م، ثم زلزال وقع عام 1752؛ وتم ترميمه في عهد السلطان محمود الأول.
بعد تأسيس الجمهورية التركية، تم ترميمه في أعوام 1924-1934م.

## جولة افتراضية
- جولة افتراضية ثلاثية الأبعاد في الجامع القديم.

## معرض الصور

مسجد أولو جامع القديم من الداخل
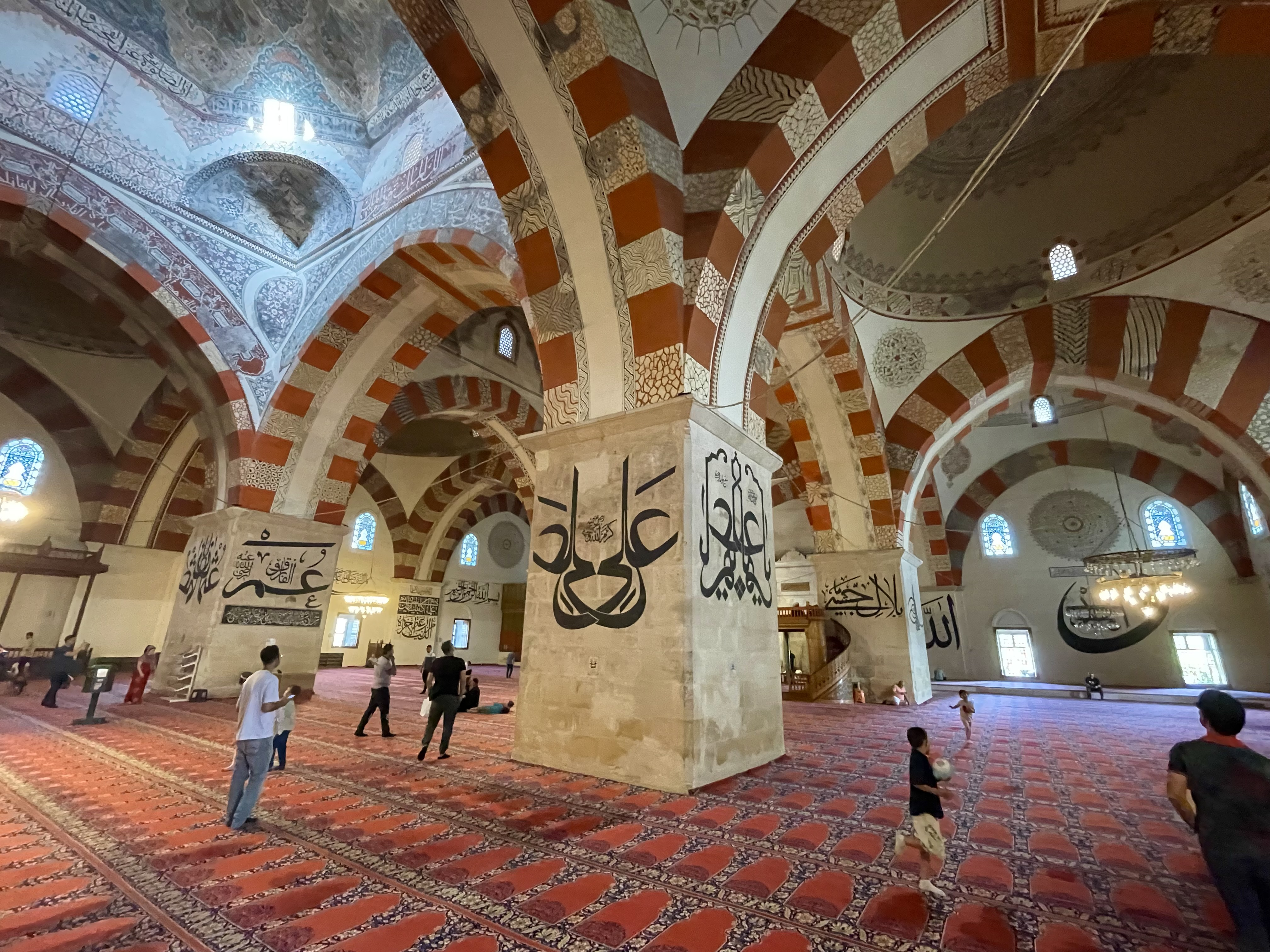
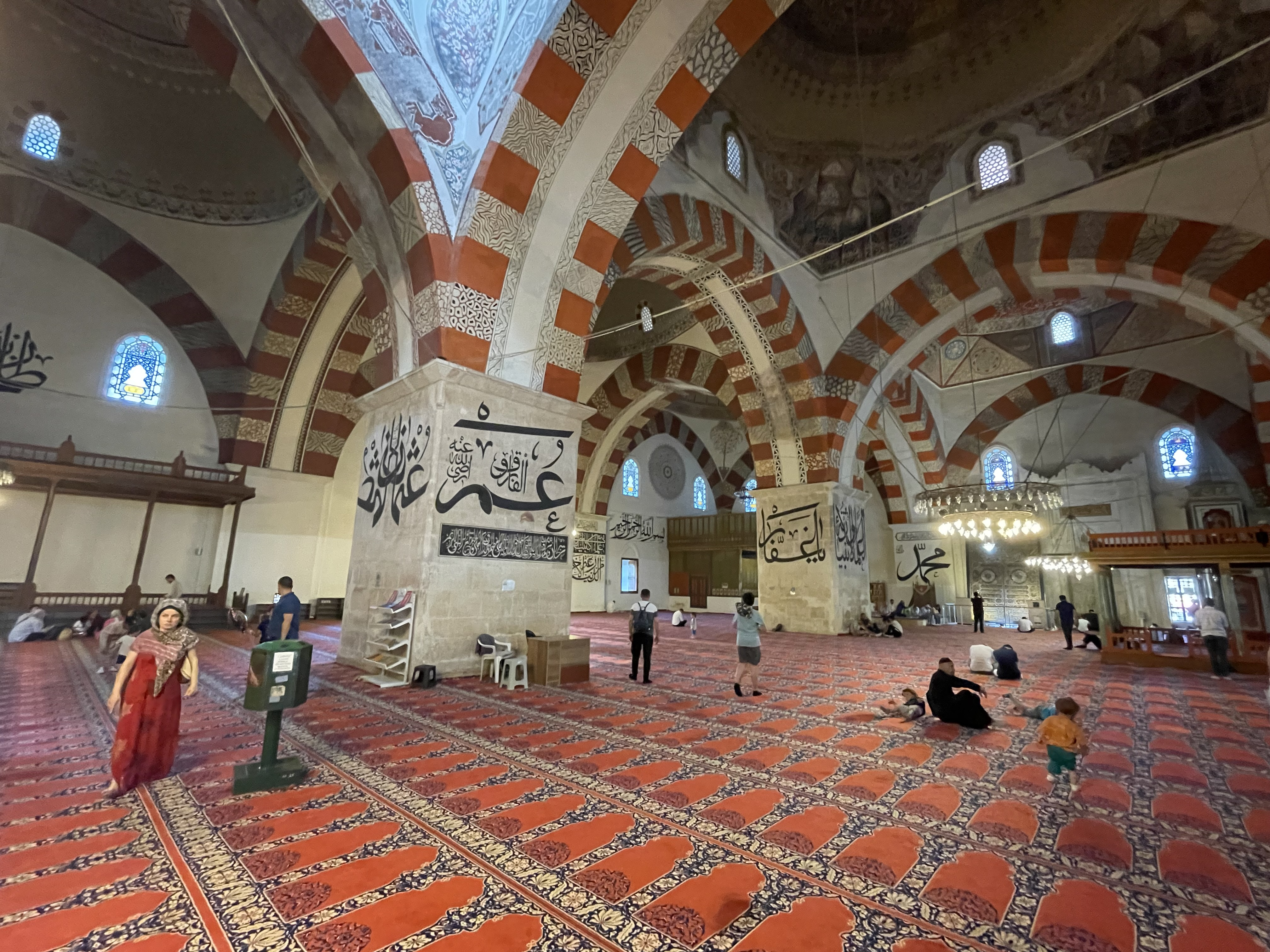
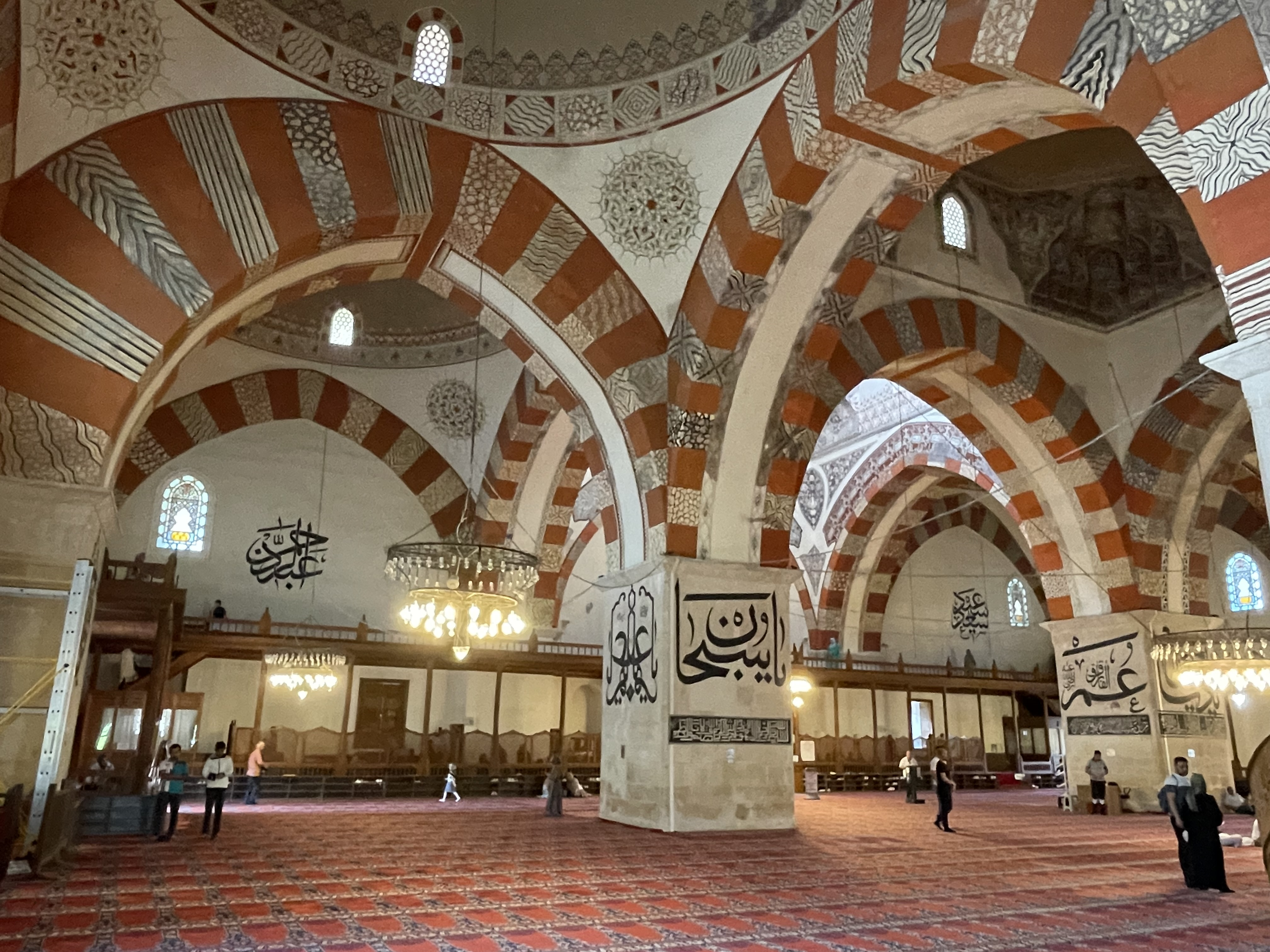
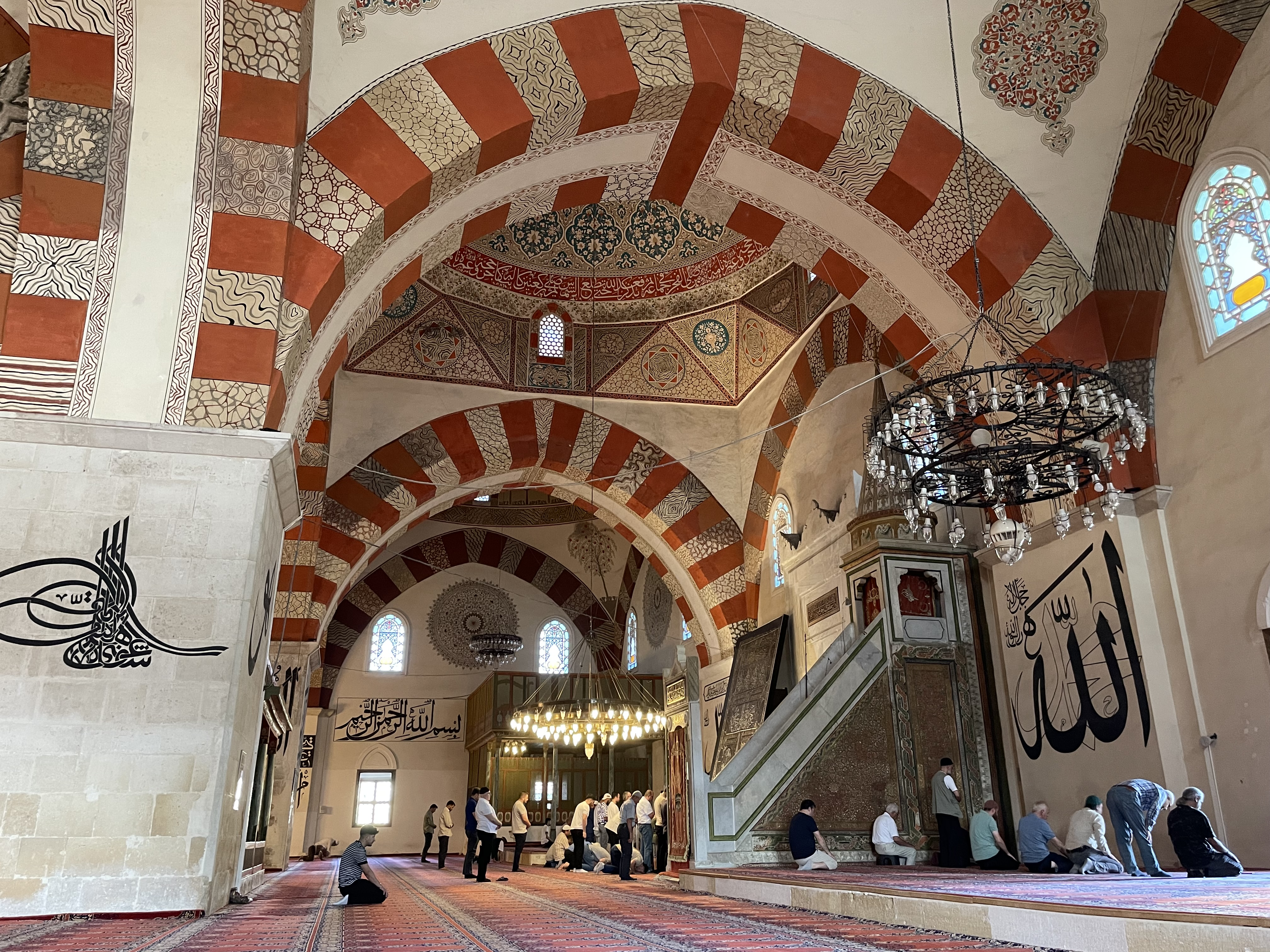
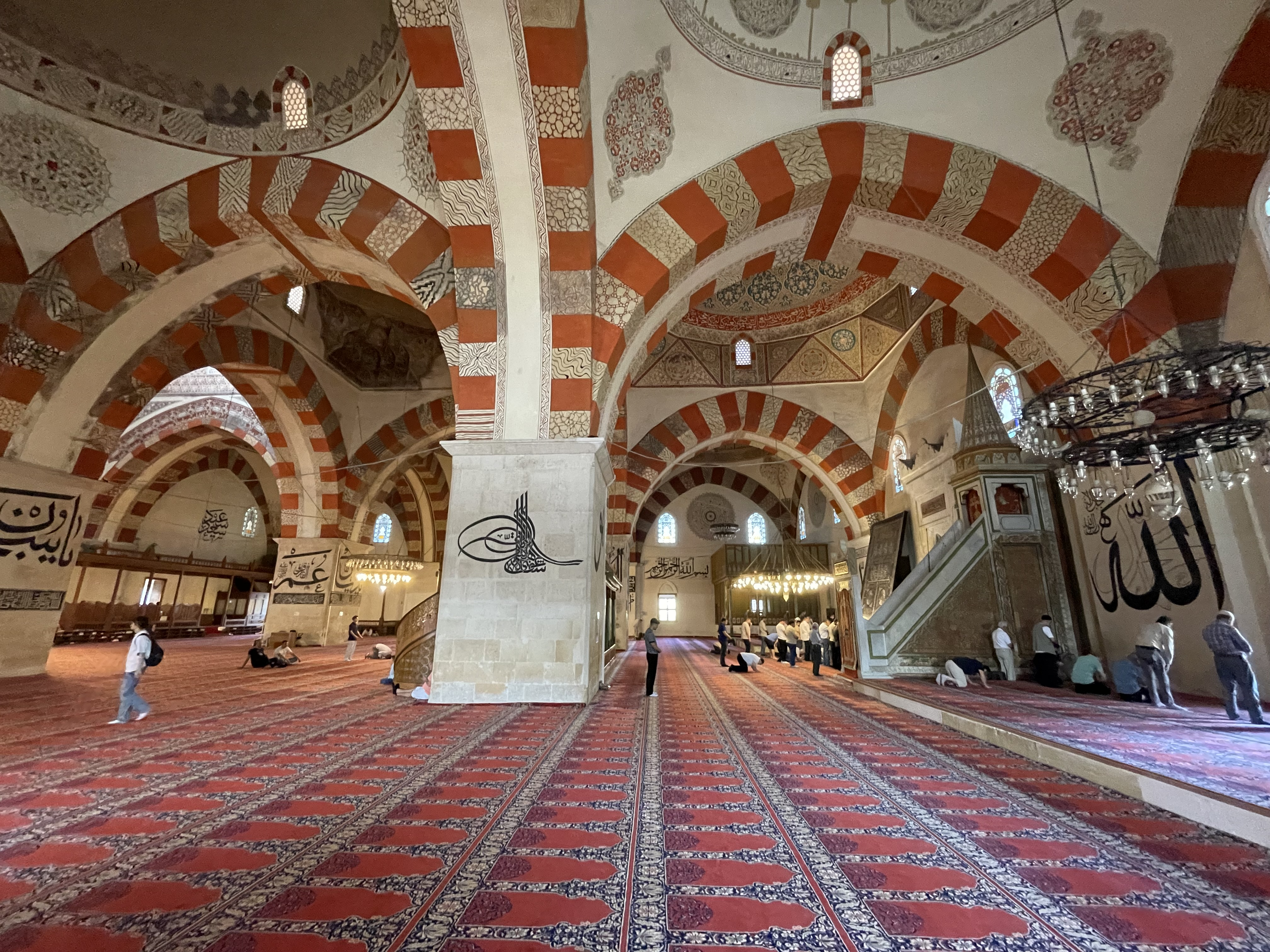
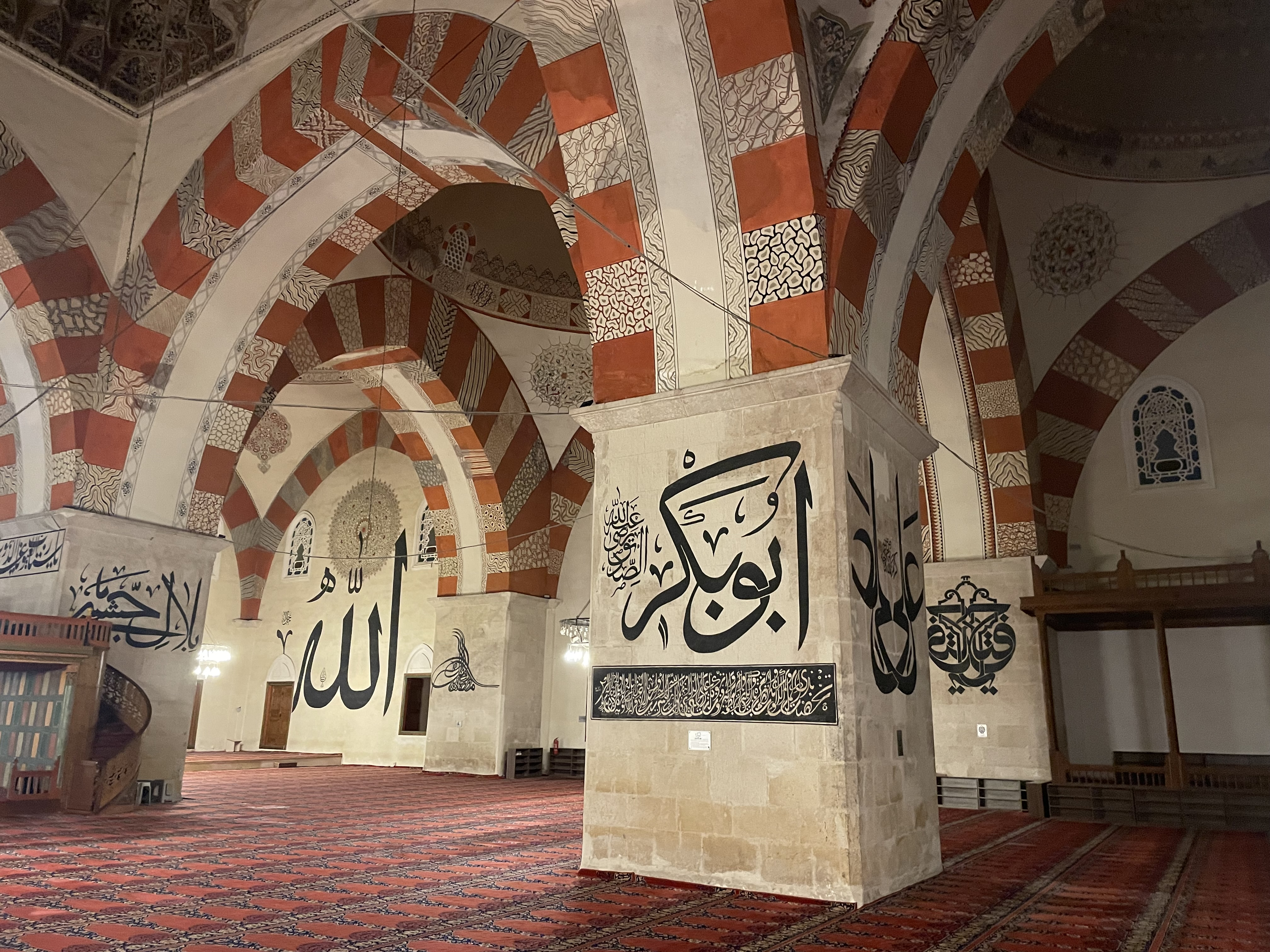
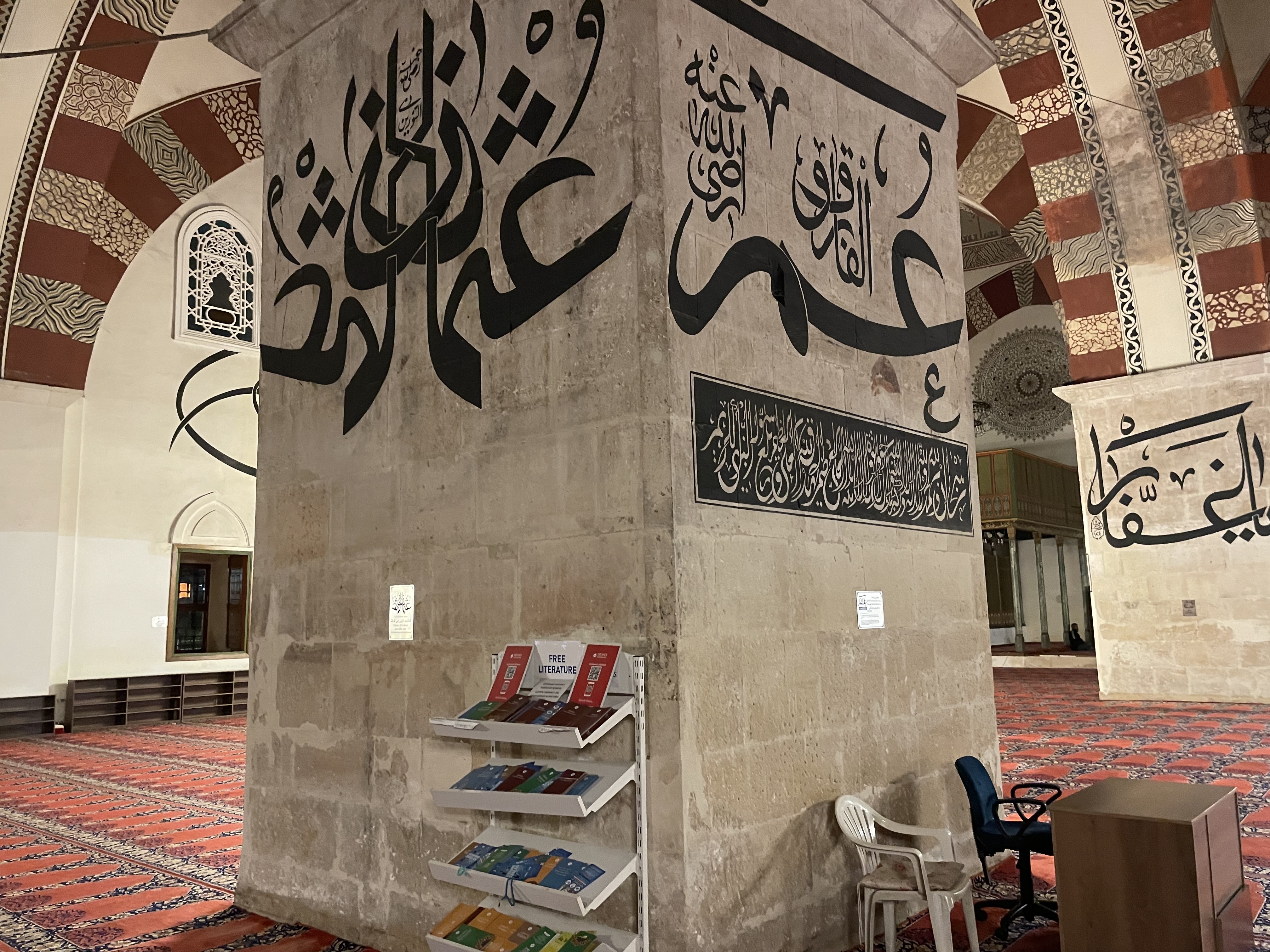
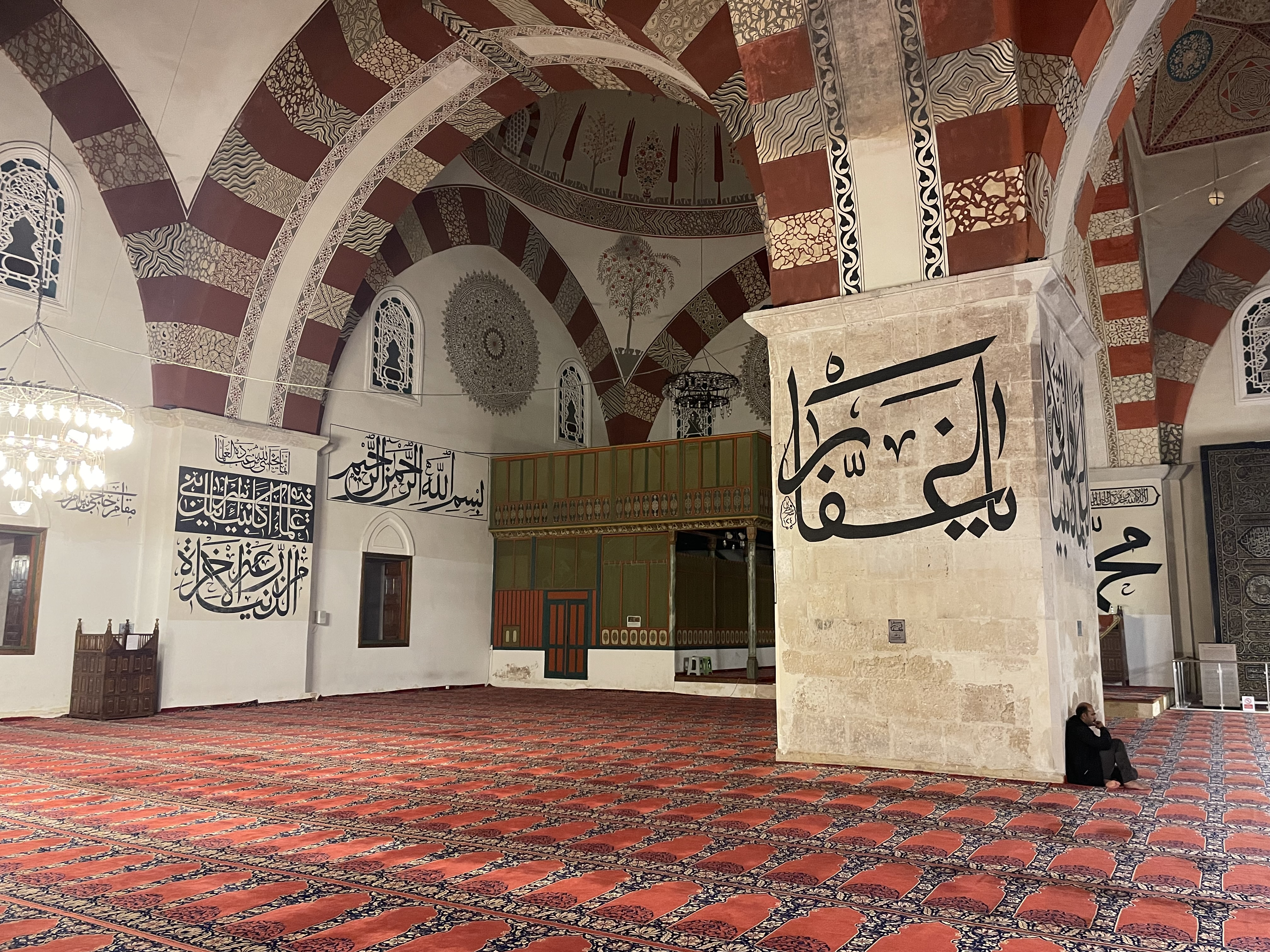

الكتابة الداخلية الضخمة على حوائط مسجد أولو جامع القديم
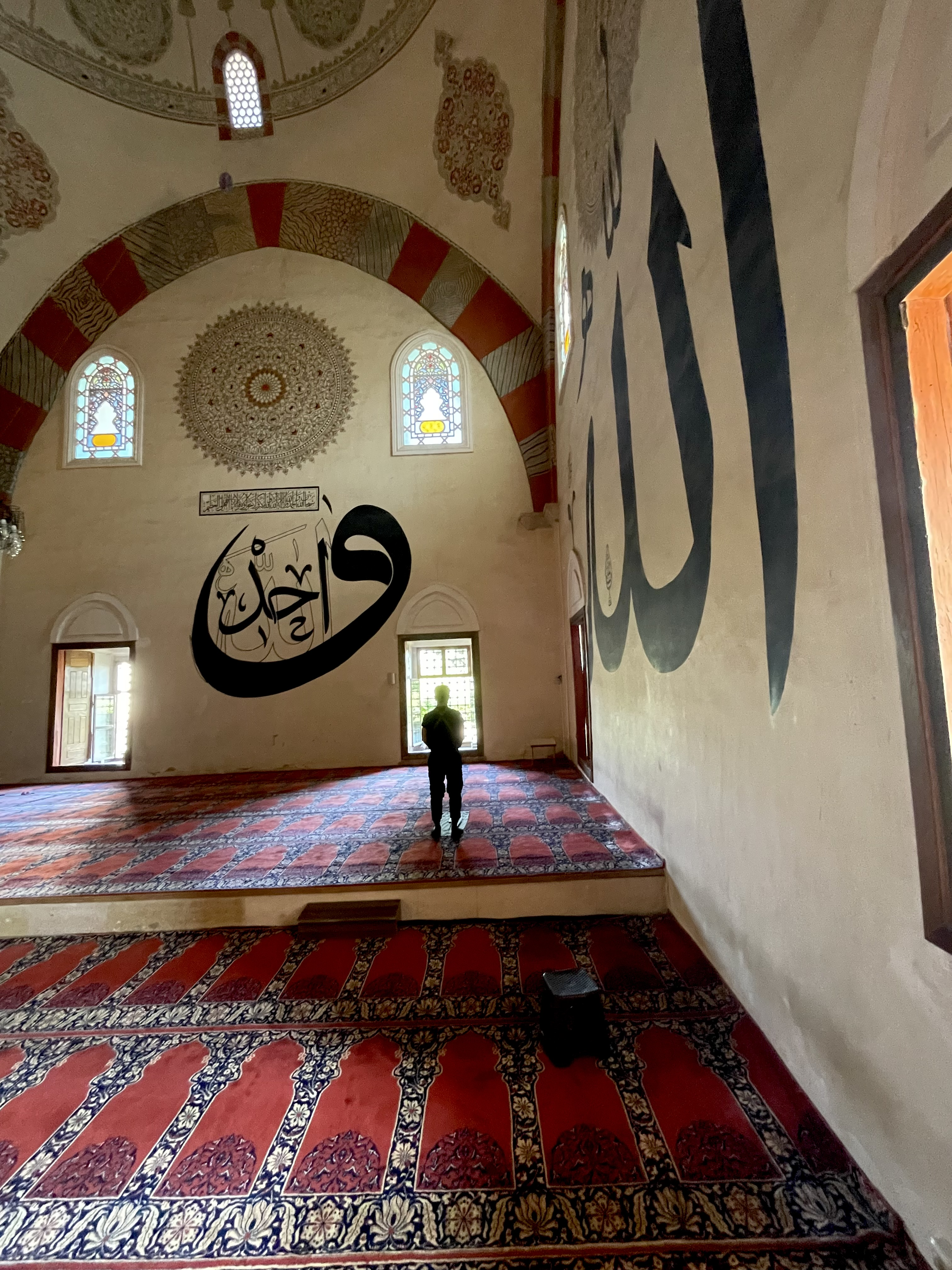
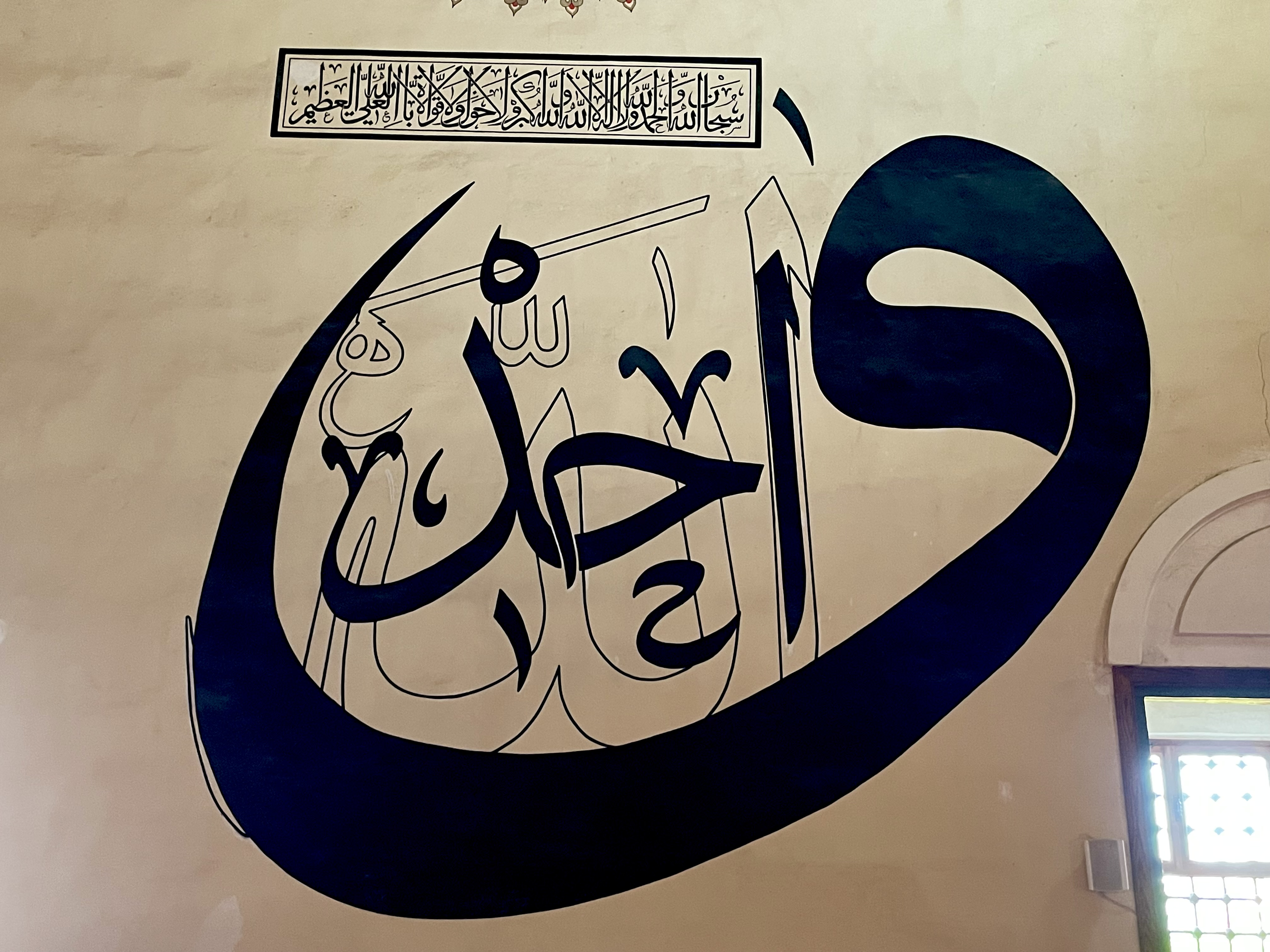
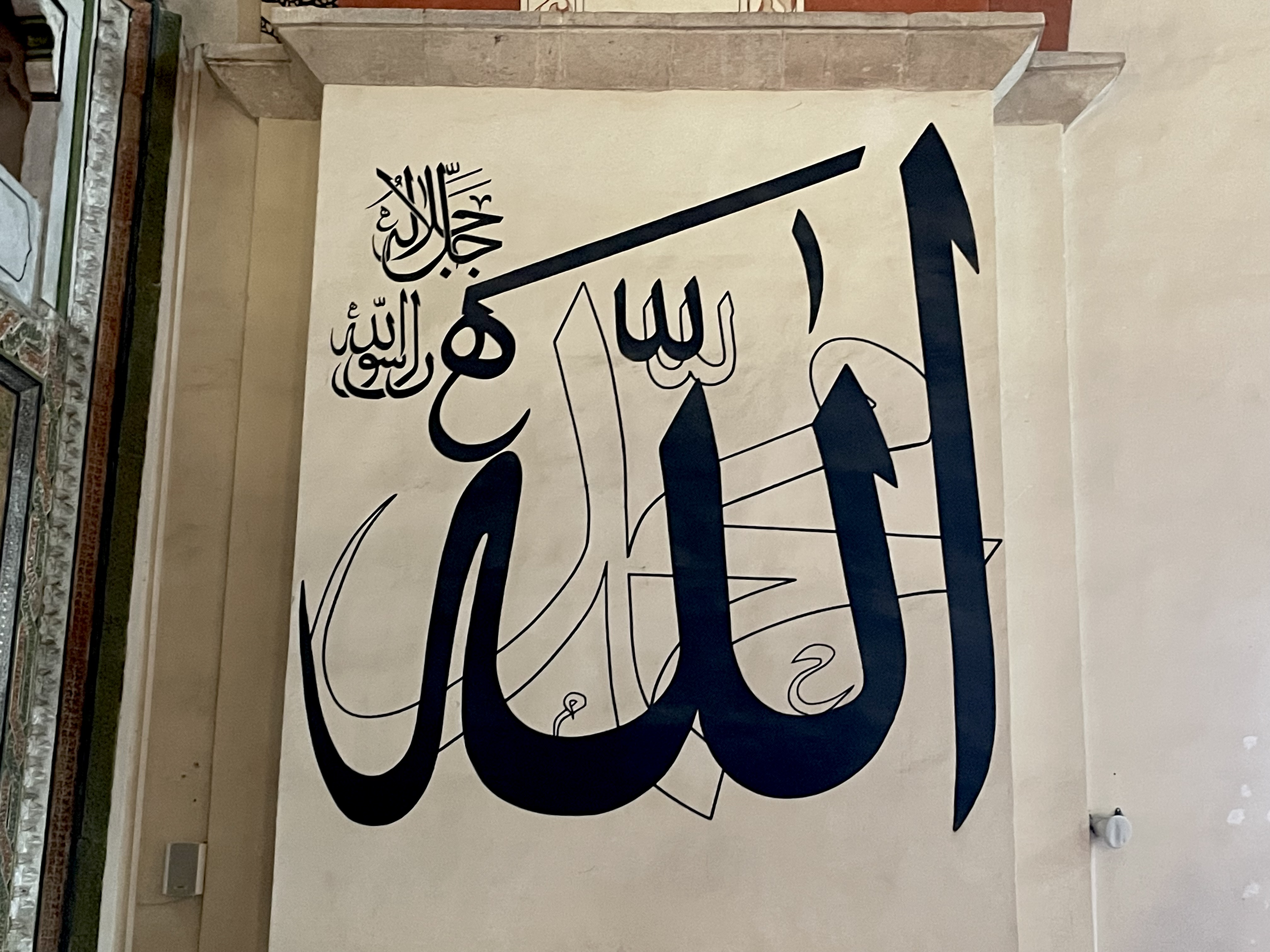

منبر مسجد أولو جامع القديم
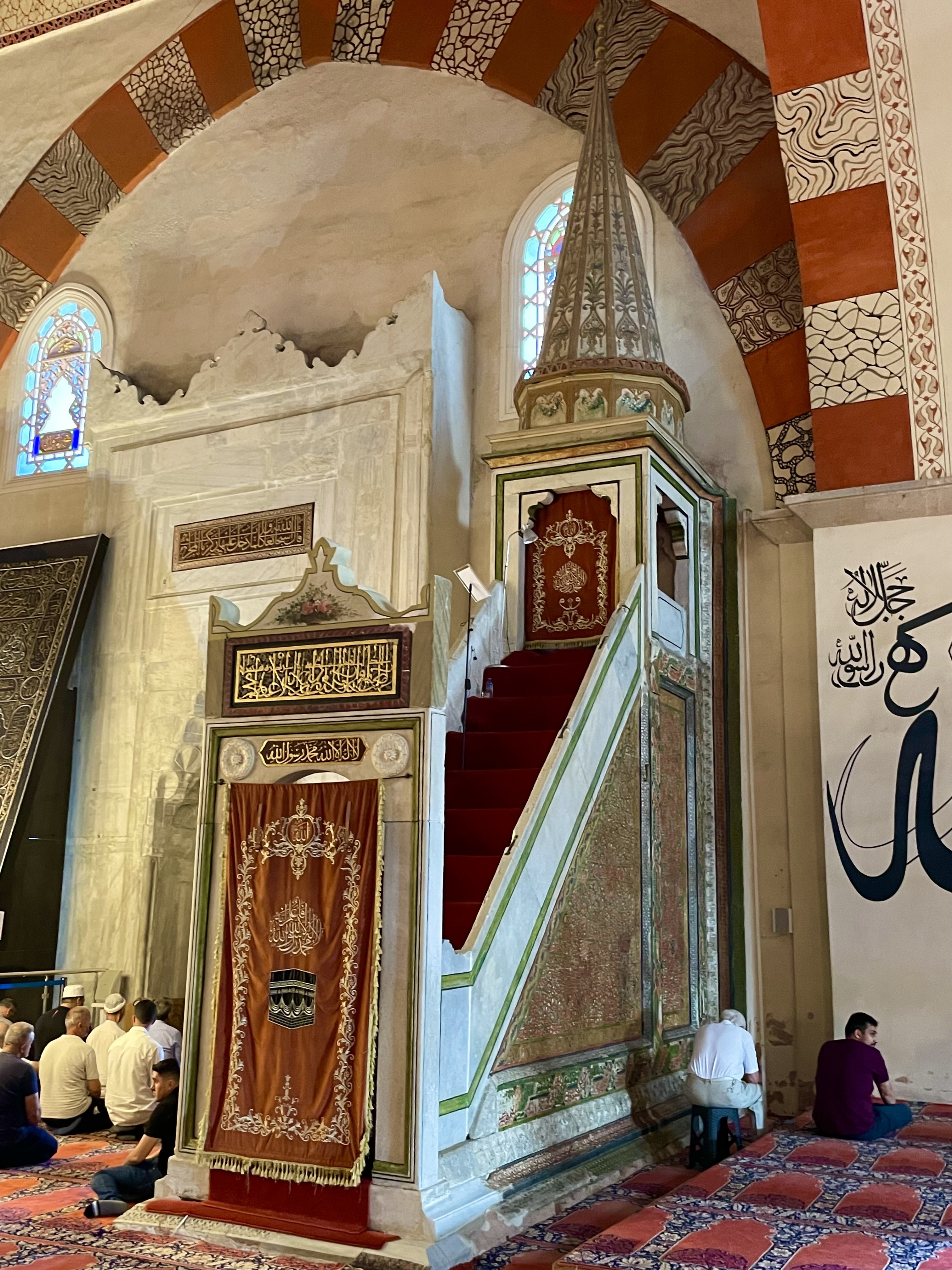
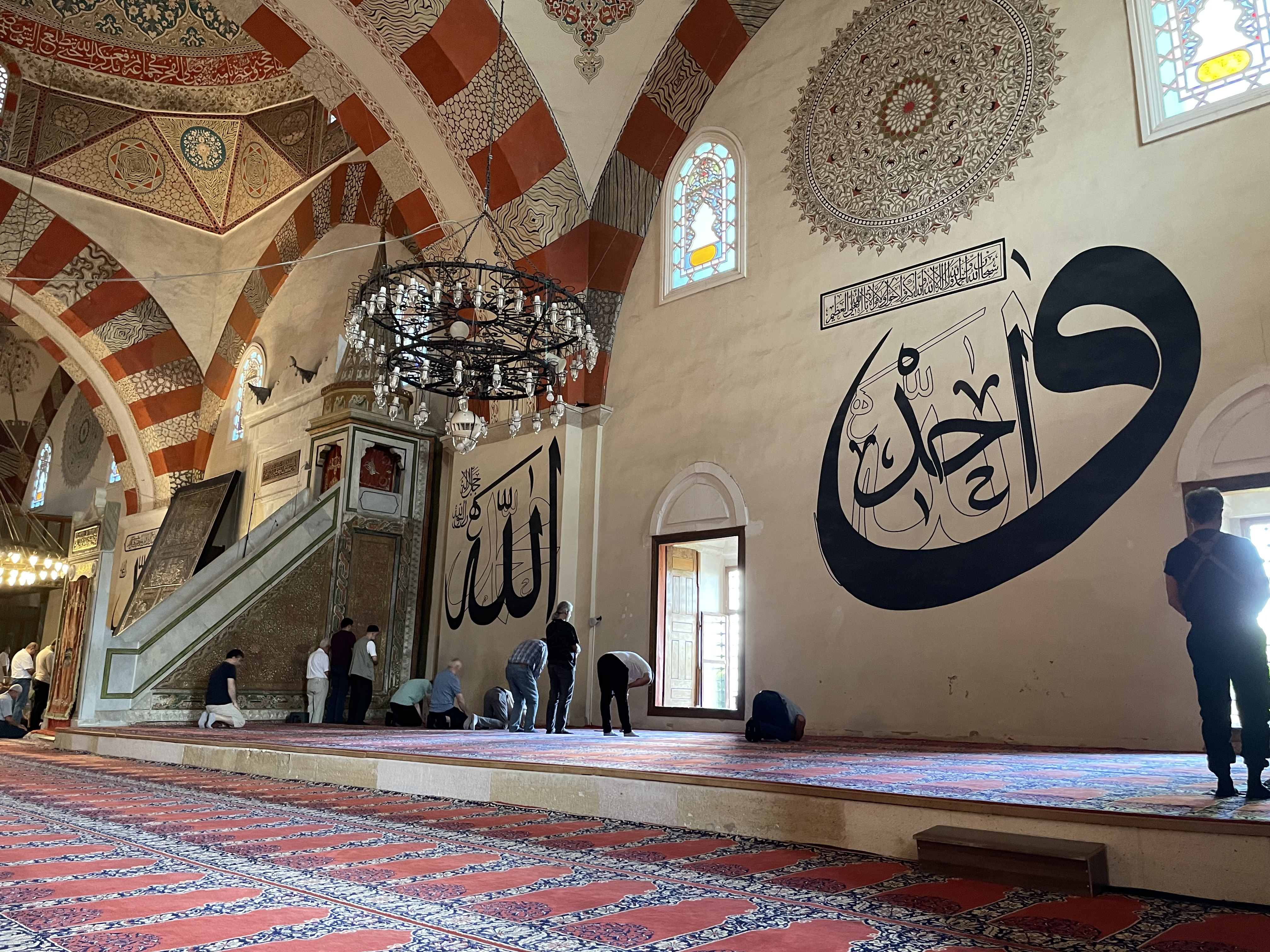
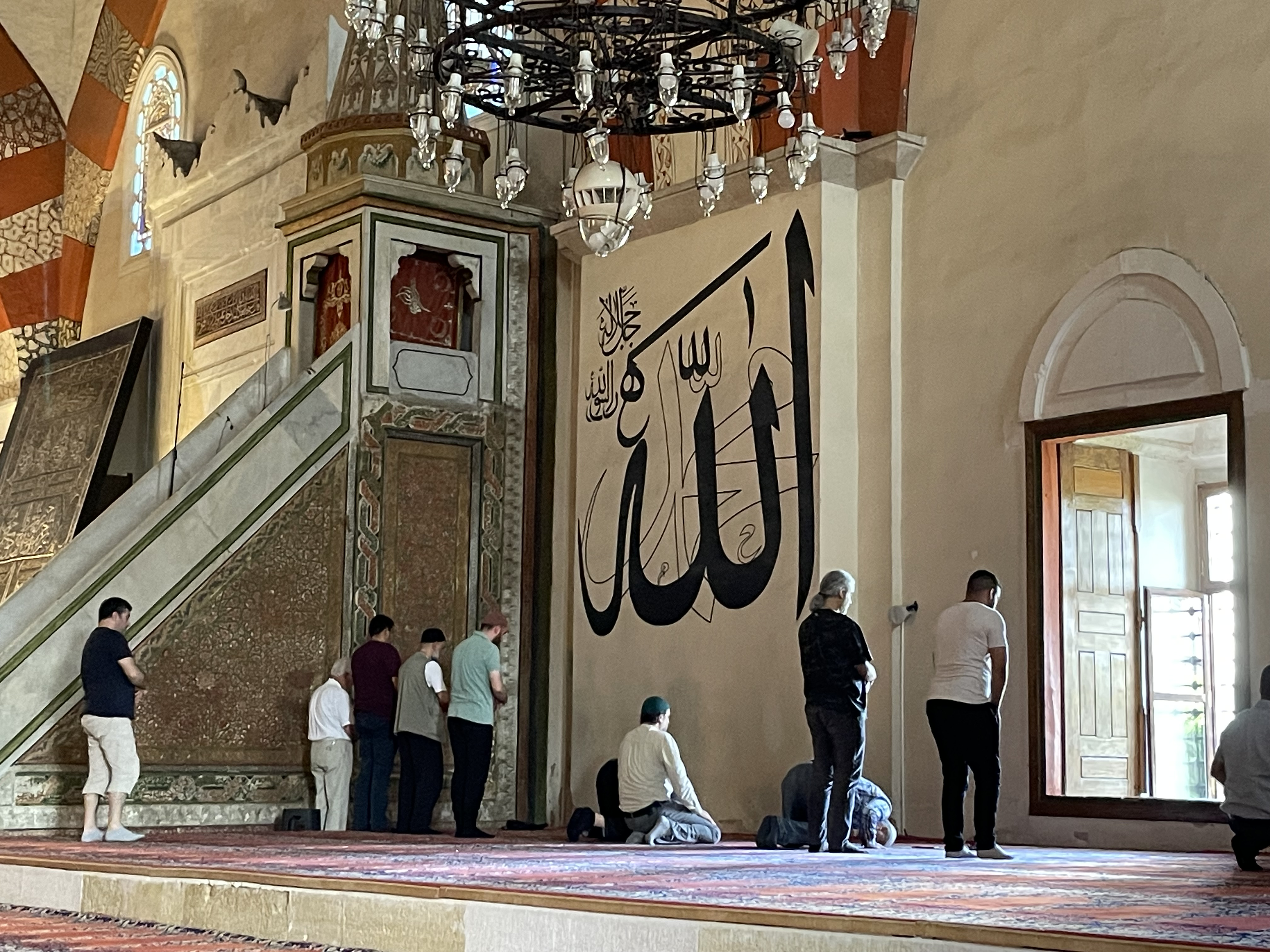

مسجد أولو جامع القديم
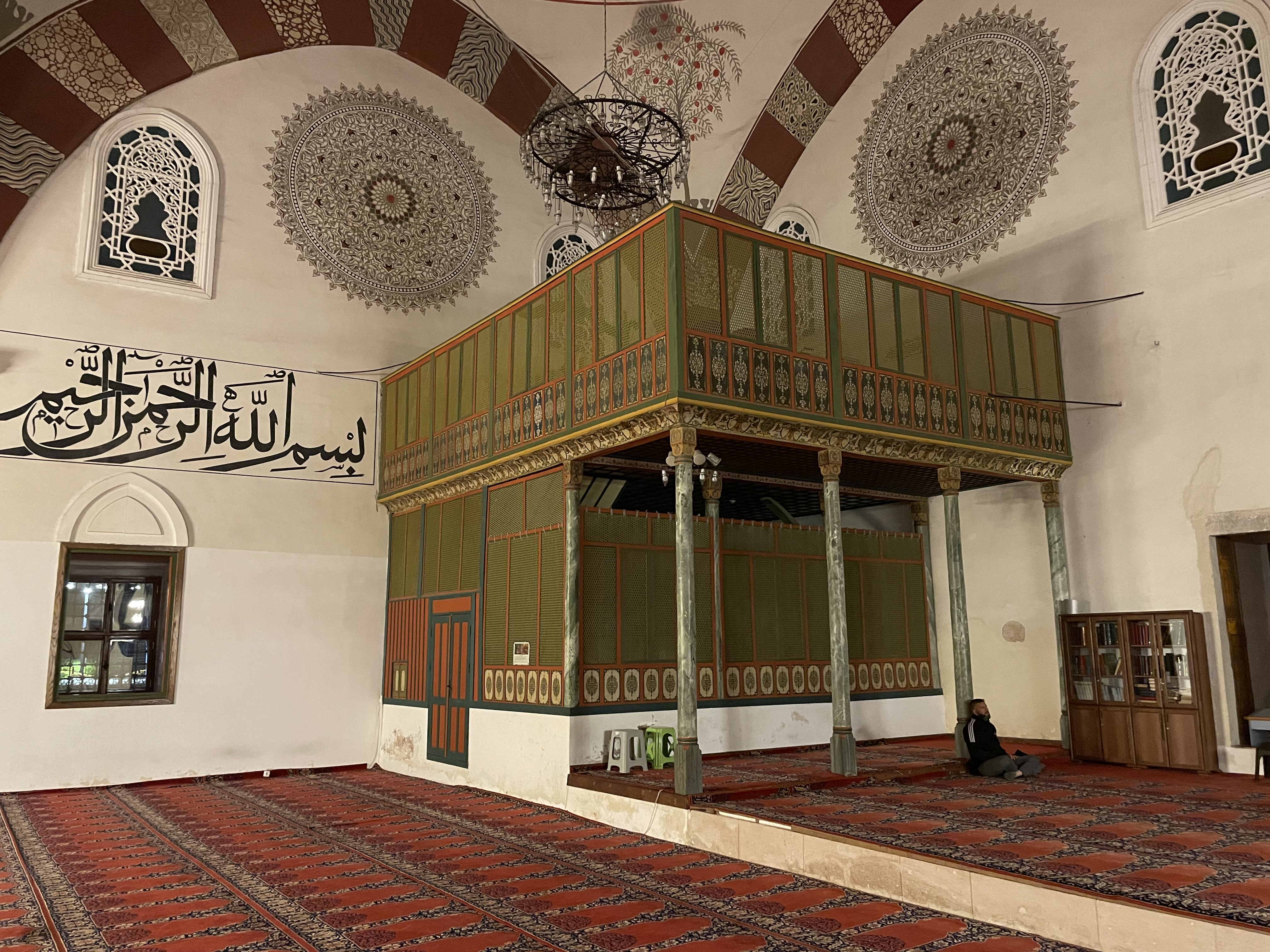
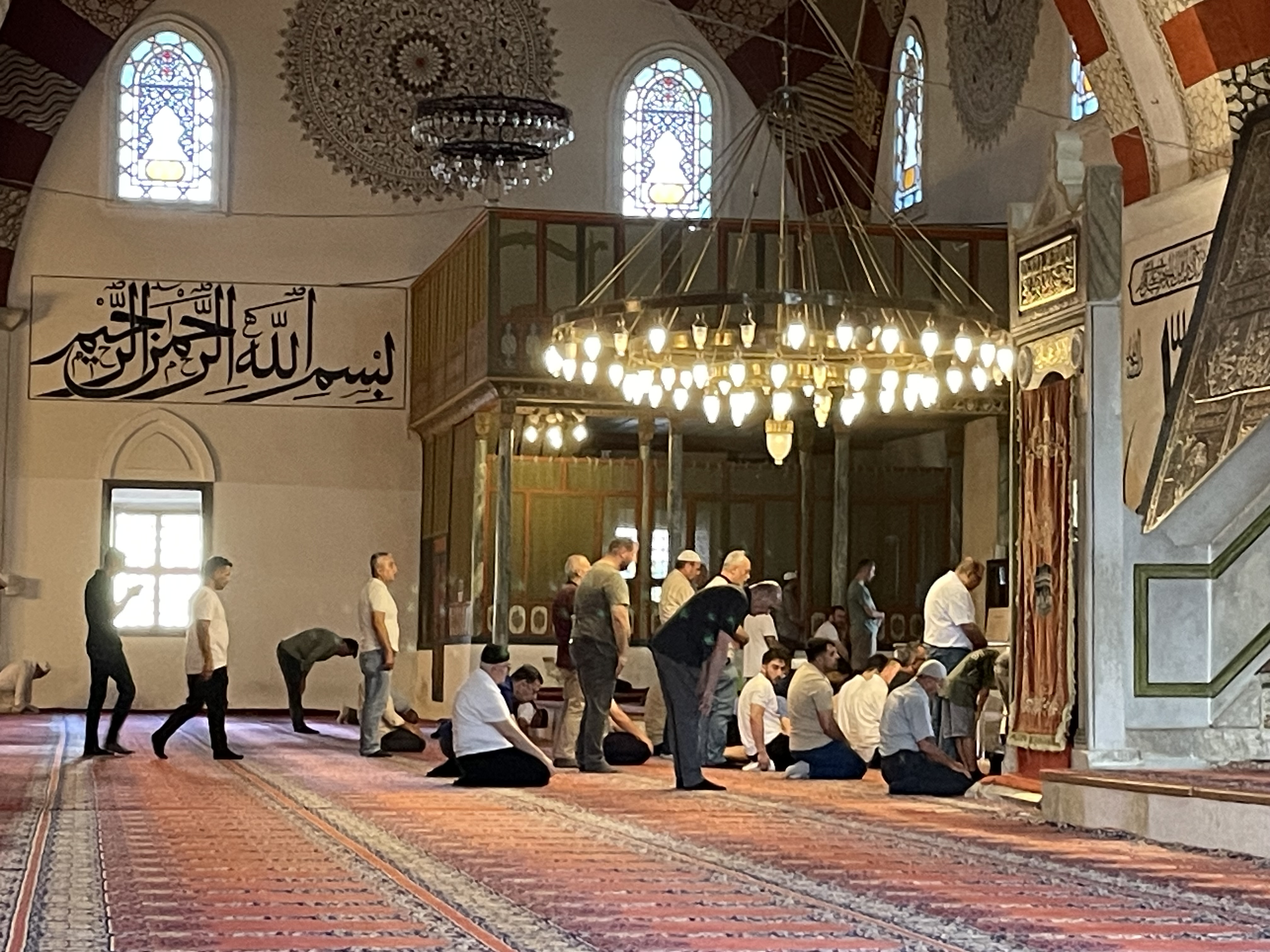

غطاء باب الكعبة لعام 1988م موجود بمسجد أولو جامع القديم
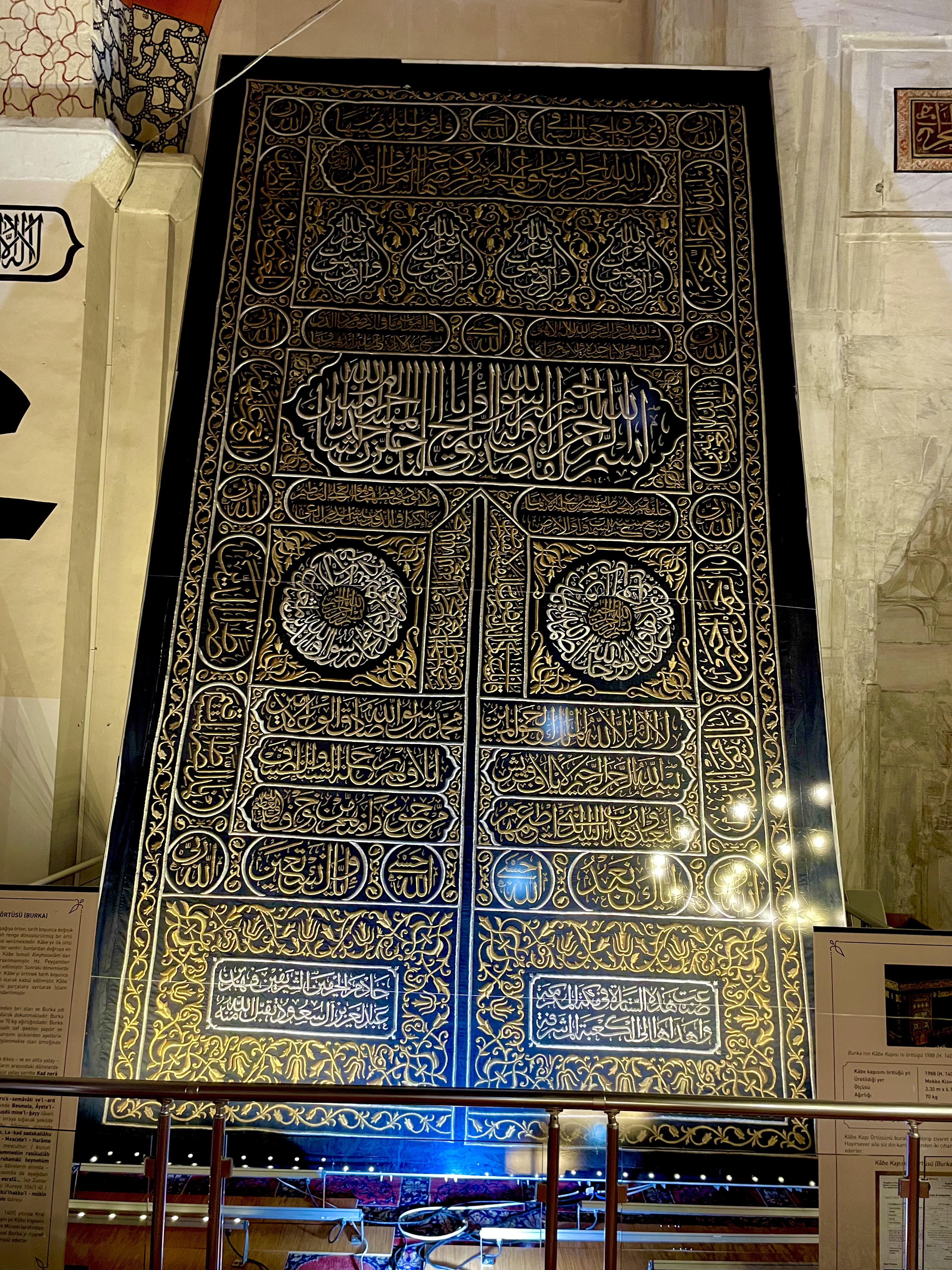

مقصورة المؤذنين (دكة المُبلّغ) بمسجد أولو جامع القديم
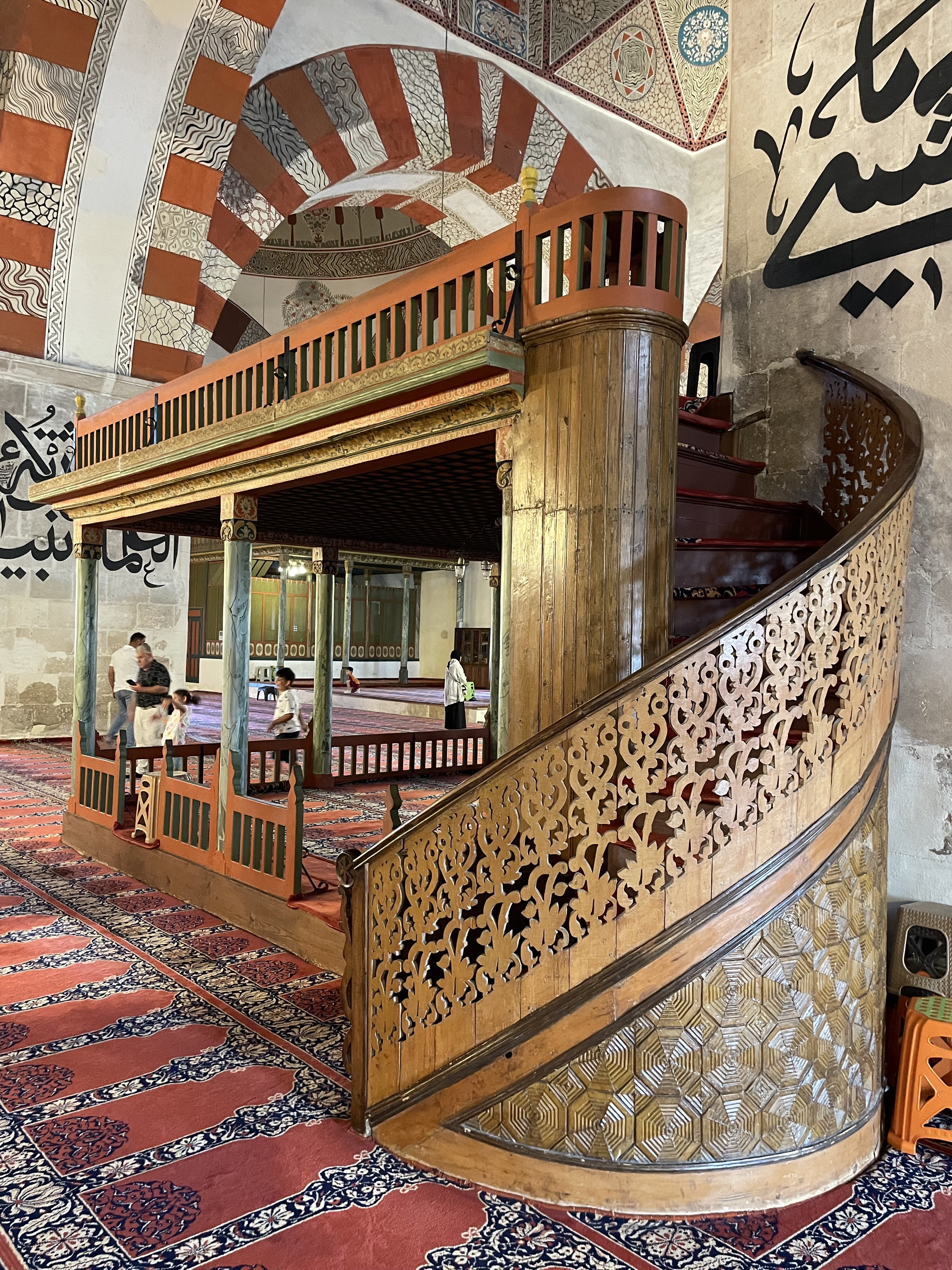

مئذنتا مسجد أولو جامع القديم
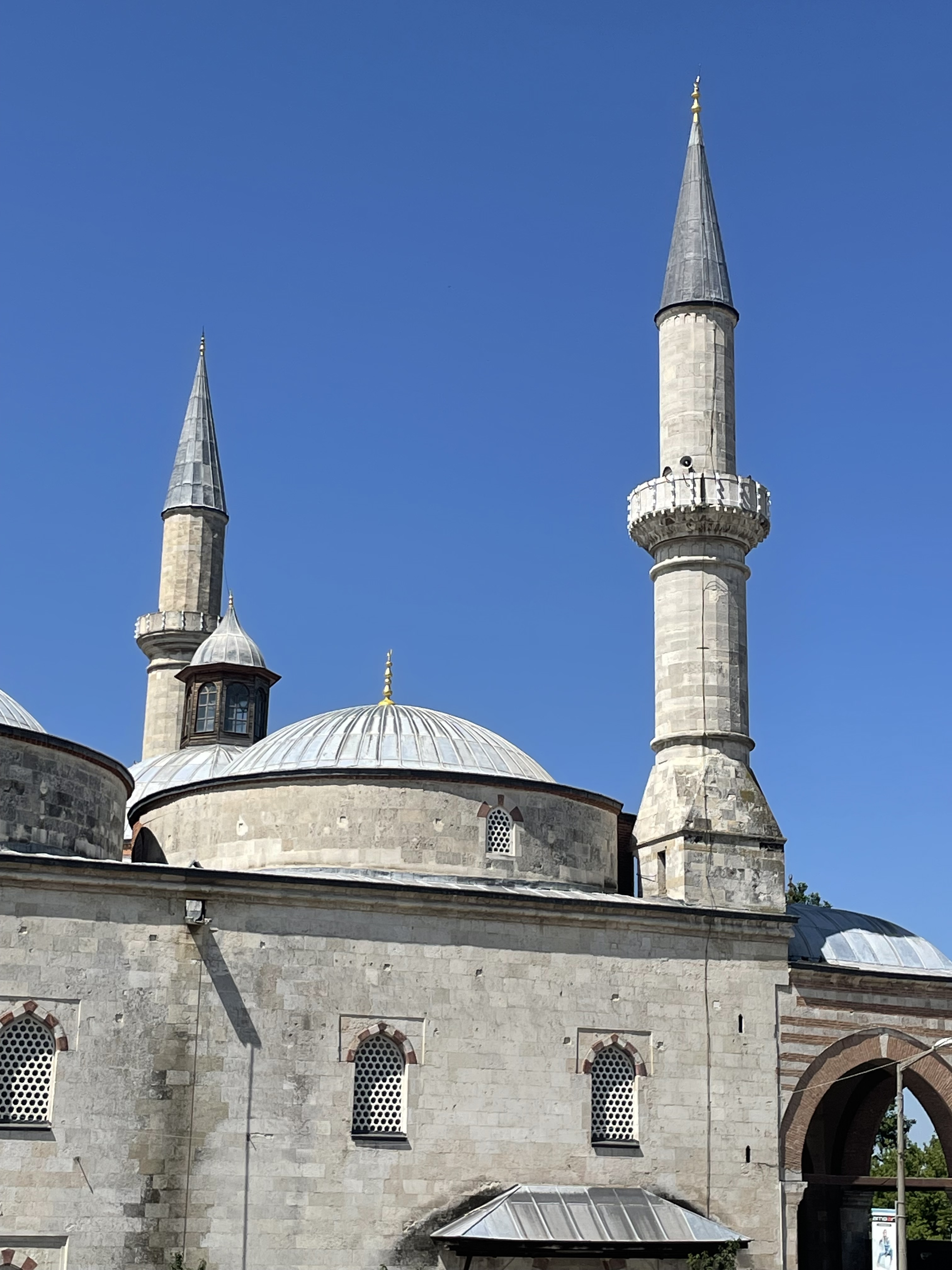

الجانب الأيسر الخارجي لمسجد أولو جامع القديم
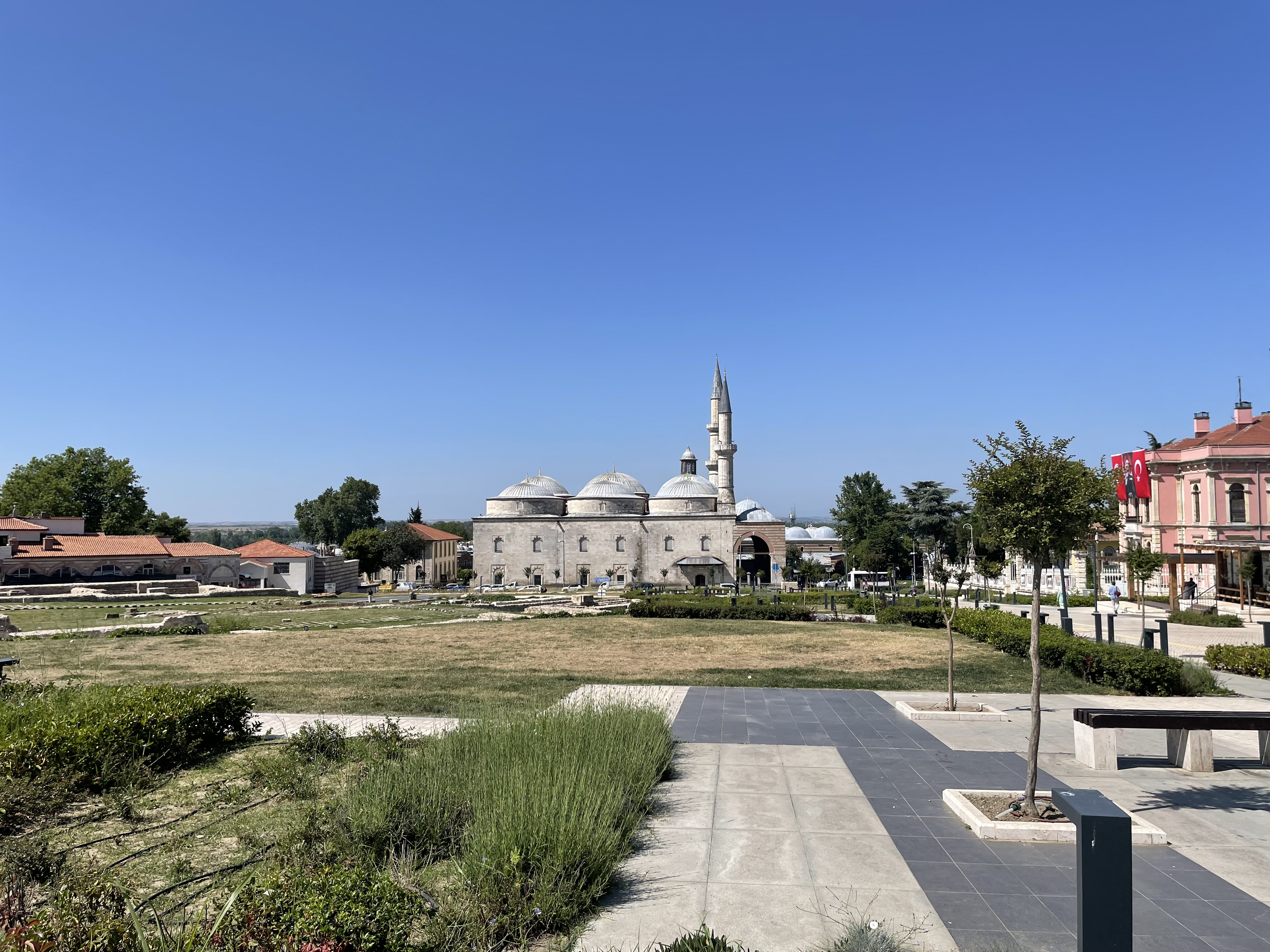
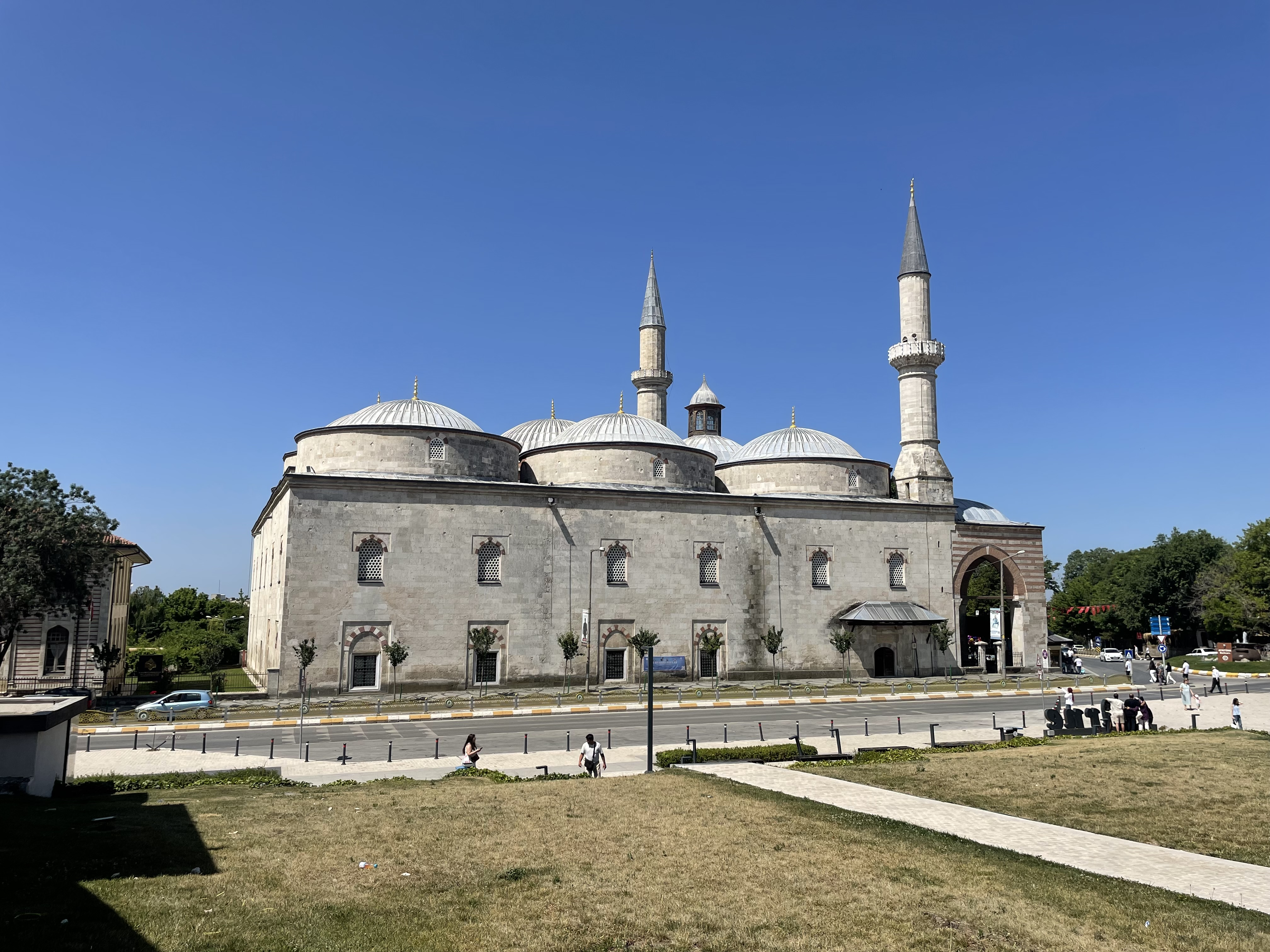
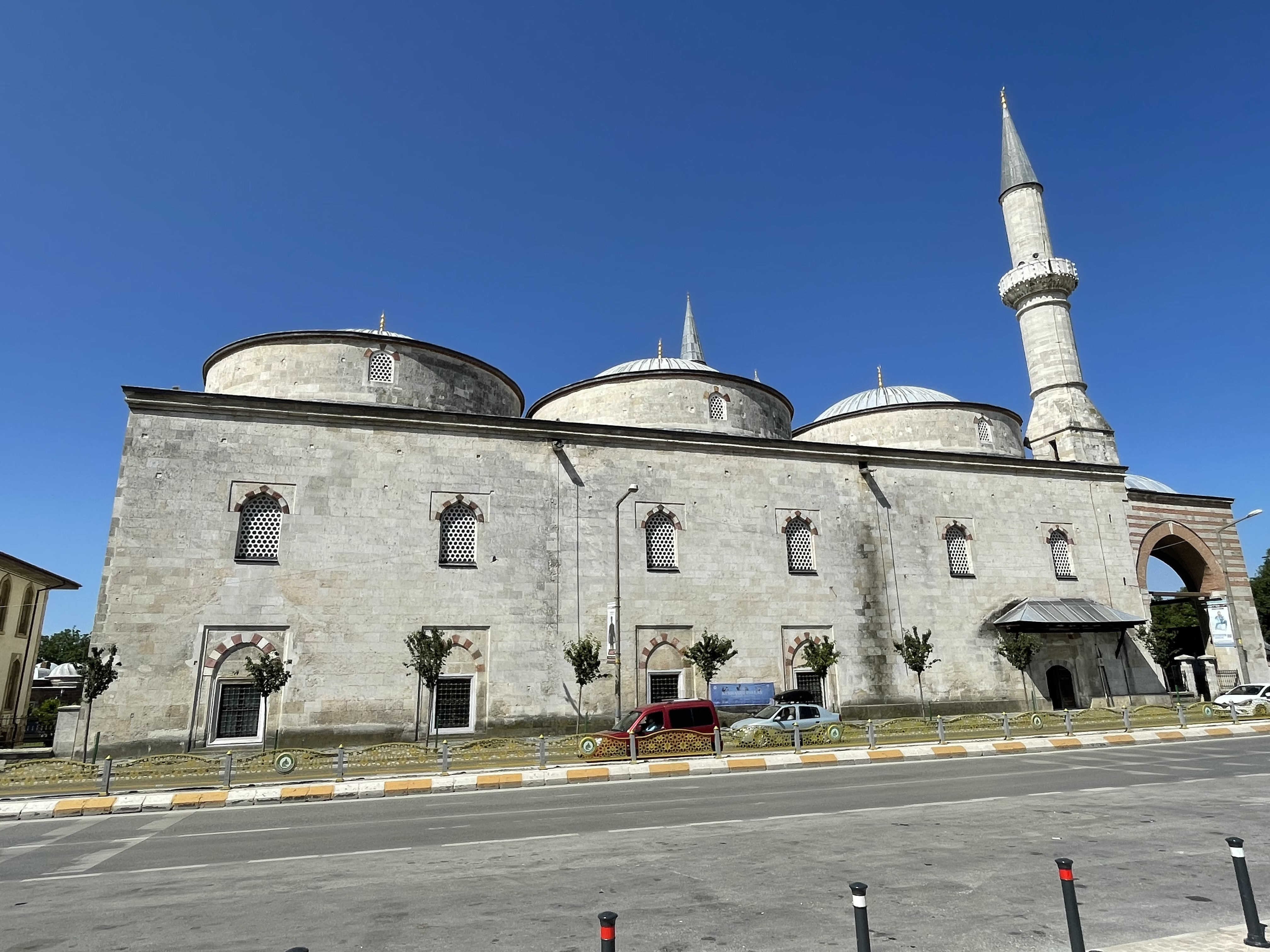
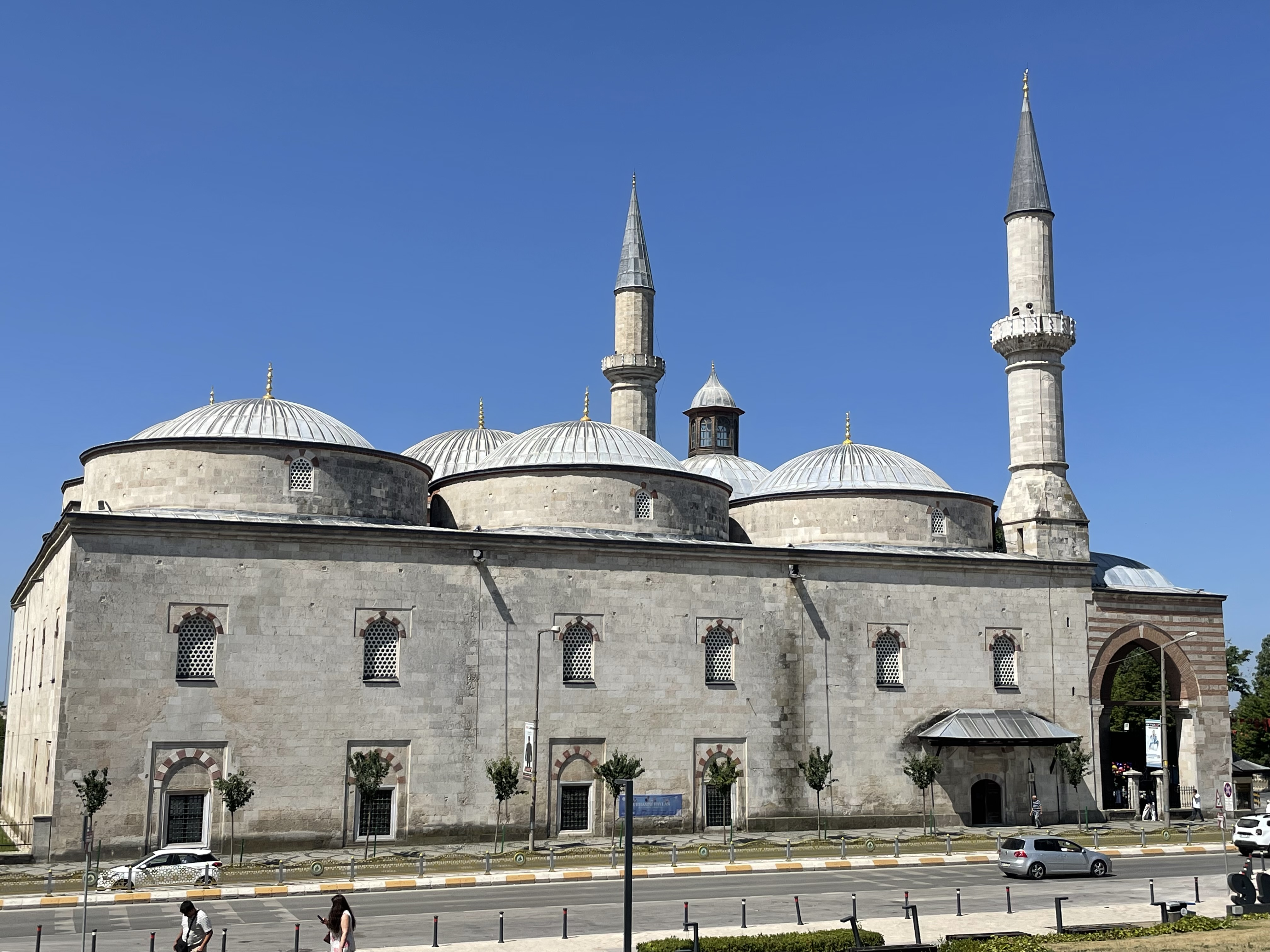

الجانب الأيمن الخارجي لمسجد أولو جامع القديم
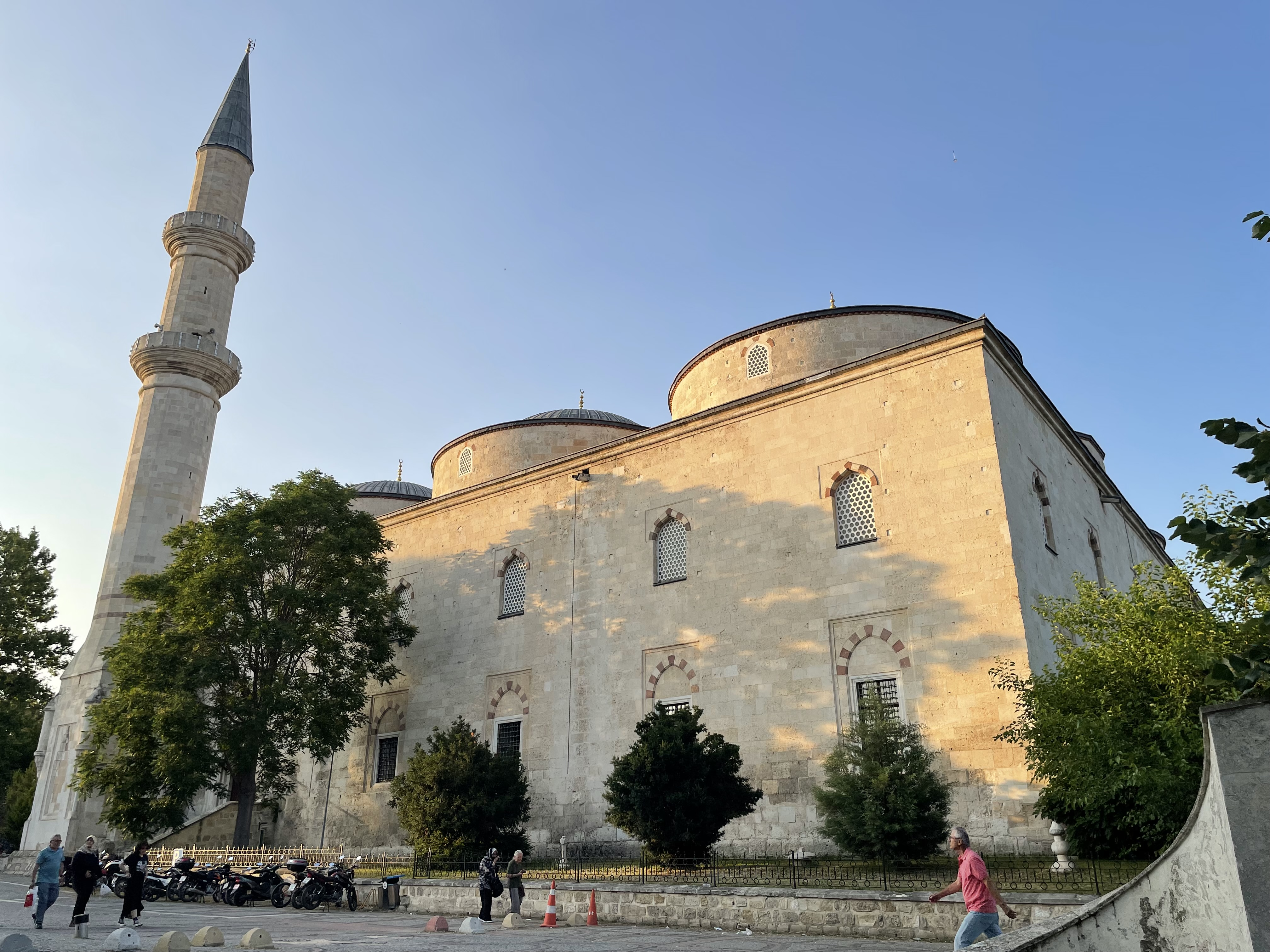
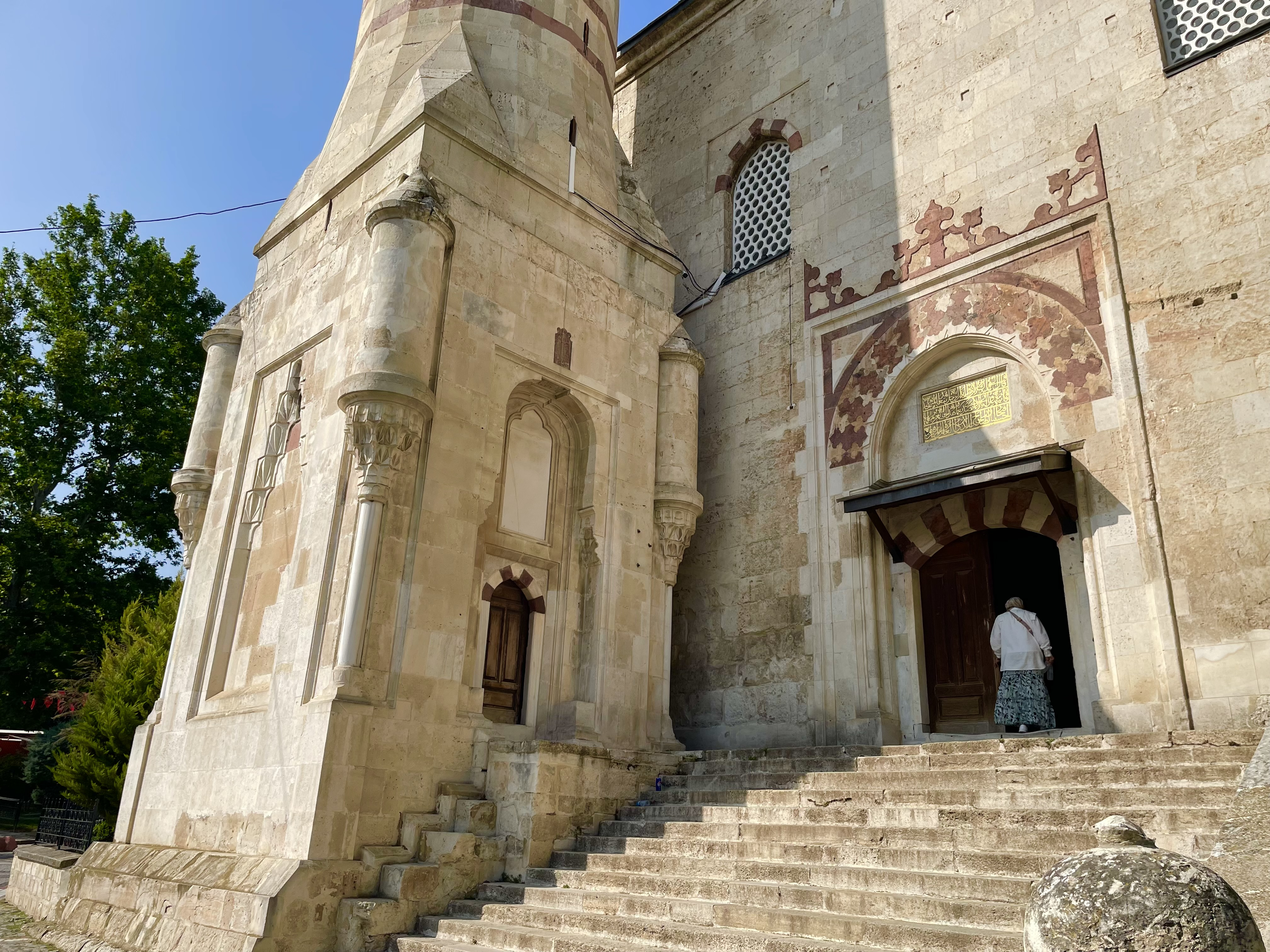
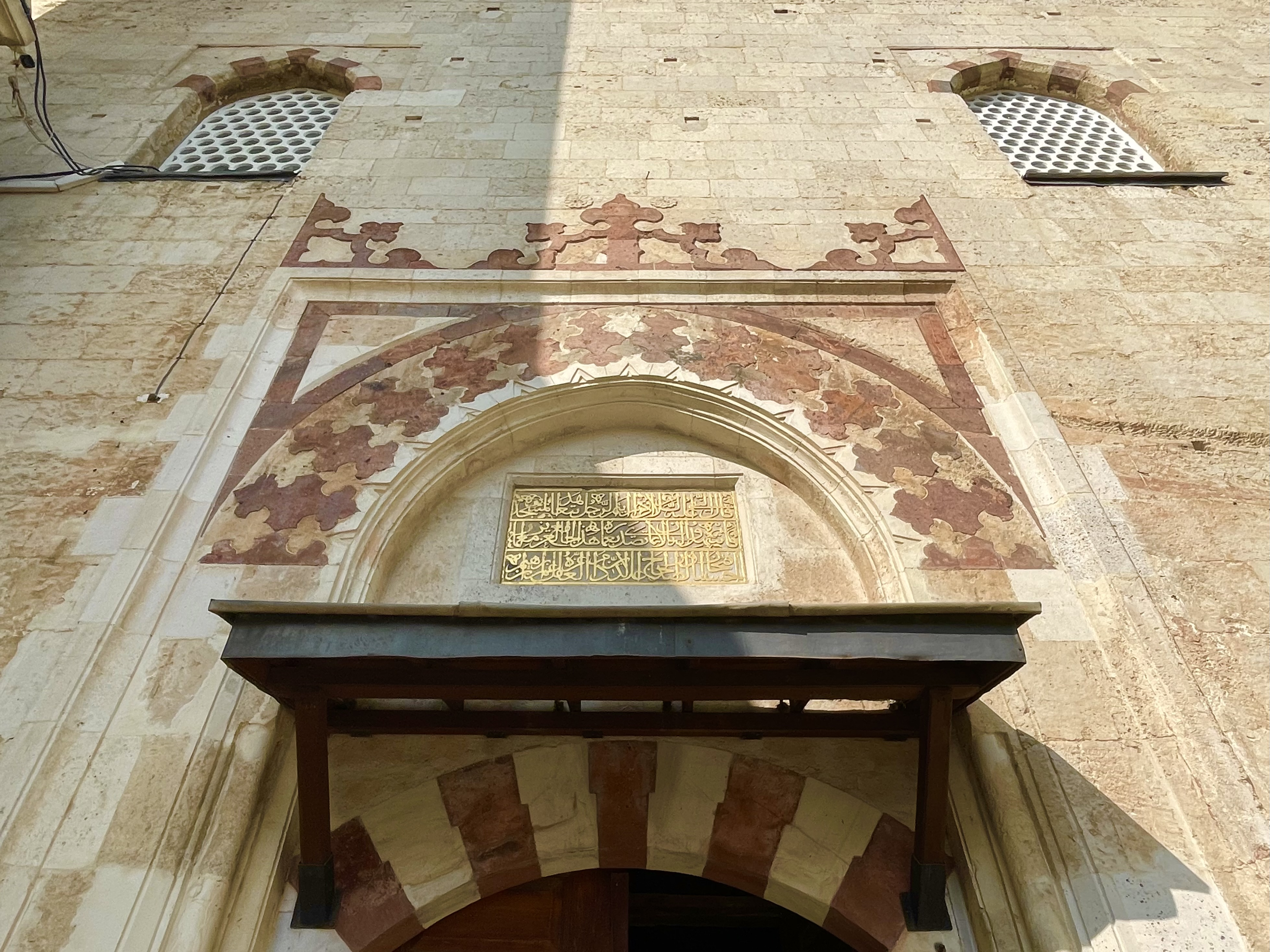

الجانب الخلفي الخارجي لمسجد أولو جامع القديم
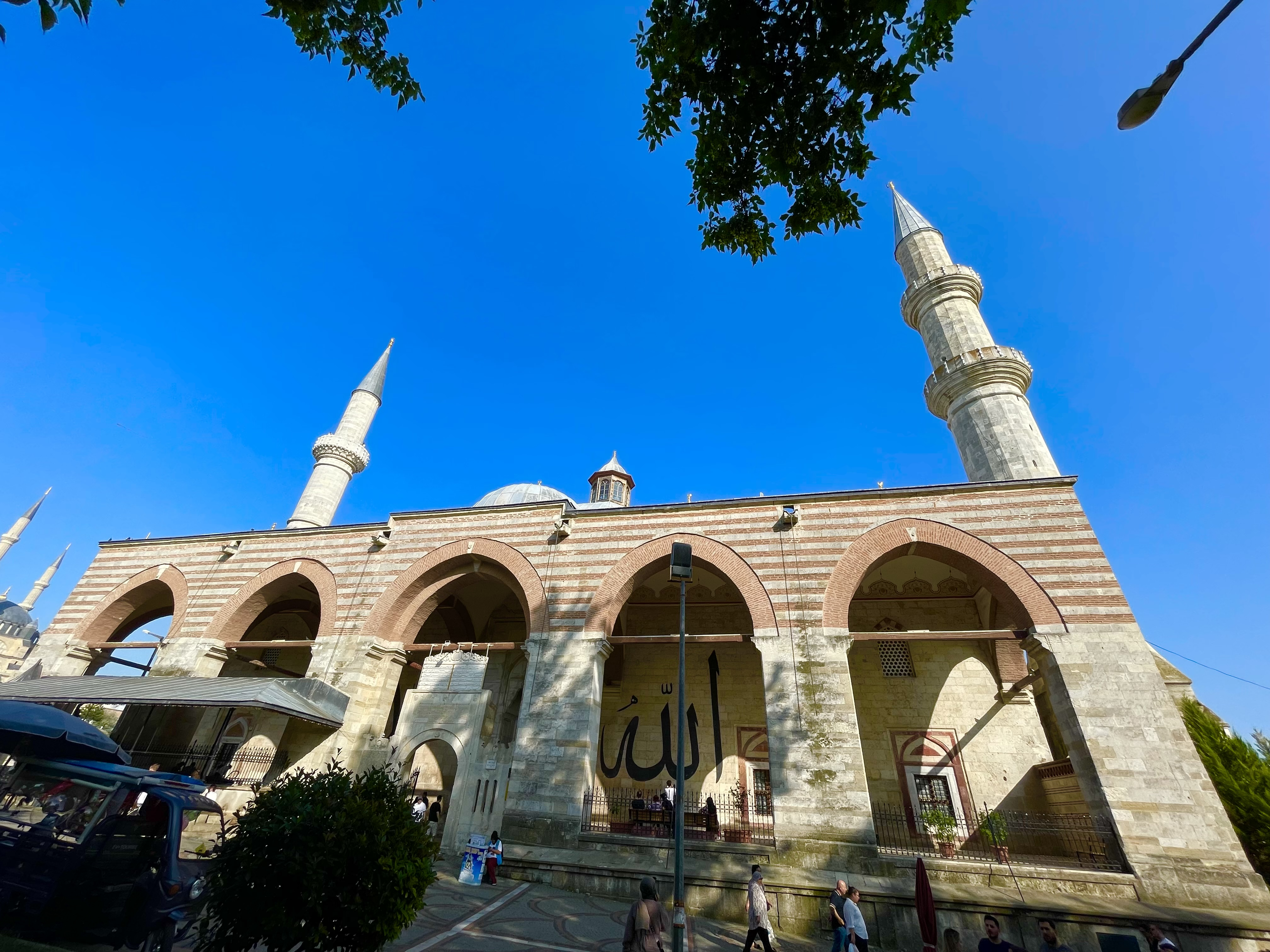
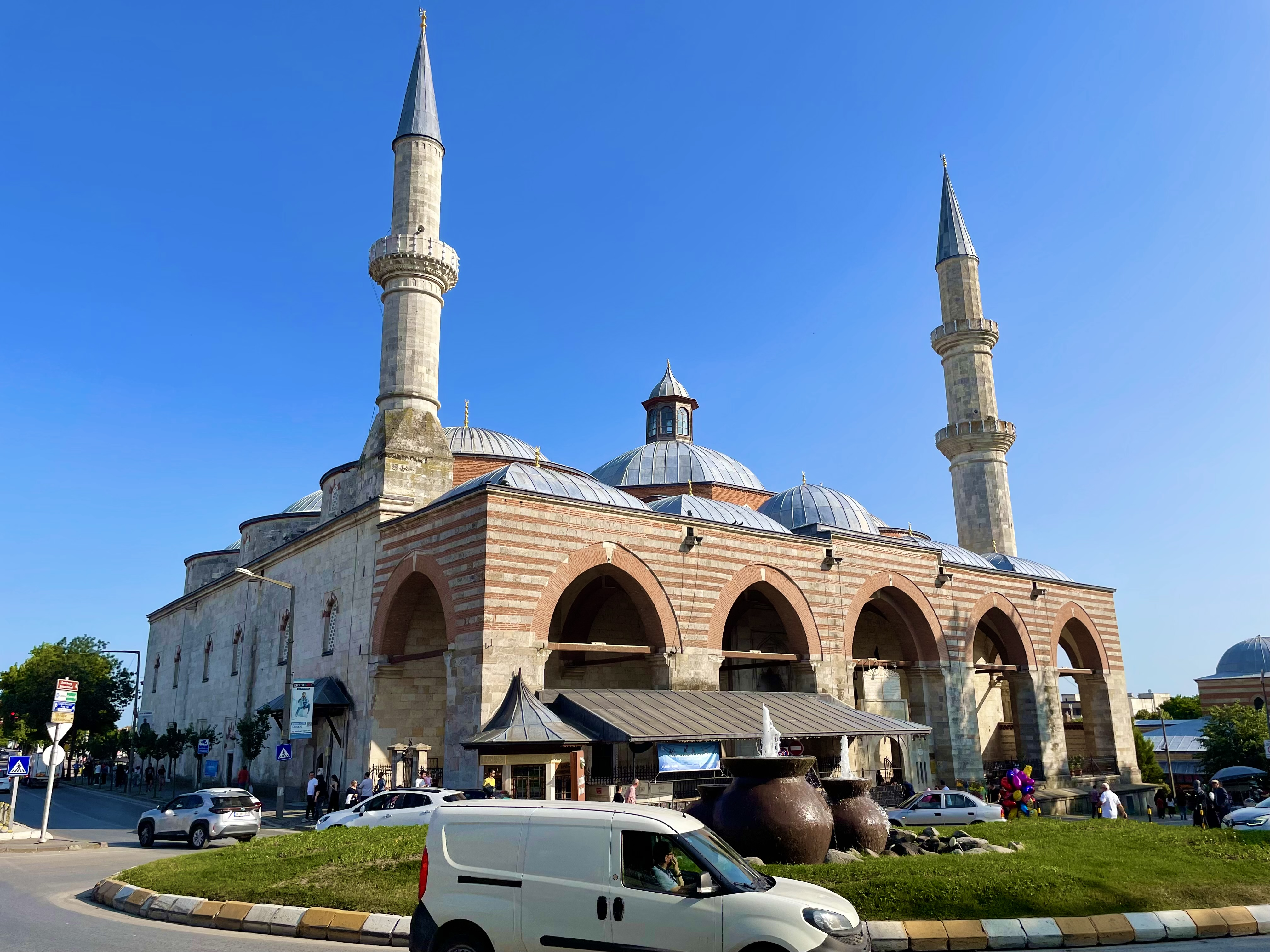

## روابط خارجية
- صور للجامع القديم بإدرنة (Eski Camii) التقطها ديك أوسمان